# Llac Tasman
El Llac Tasman és un llac proglacial format per la retirada recent de la Glacera de Tasman a  l'Illa del Sud de Nova Zelanda.
A principis de la dècada de 1970, hi va haver diversos estanys petits d'aigua de desglaç de la glacera de Tasman. El 1990, aquests estanys s'havien fusionat en el Llac Tasman.

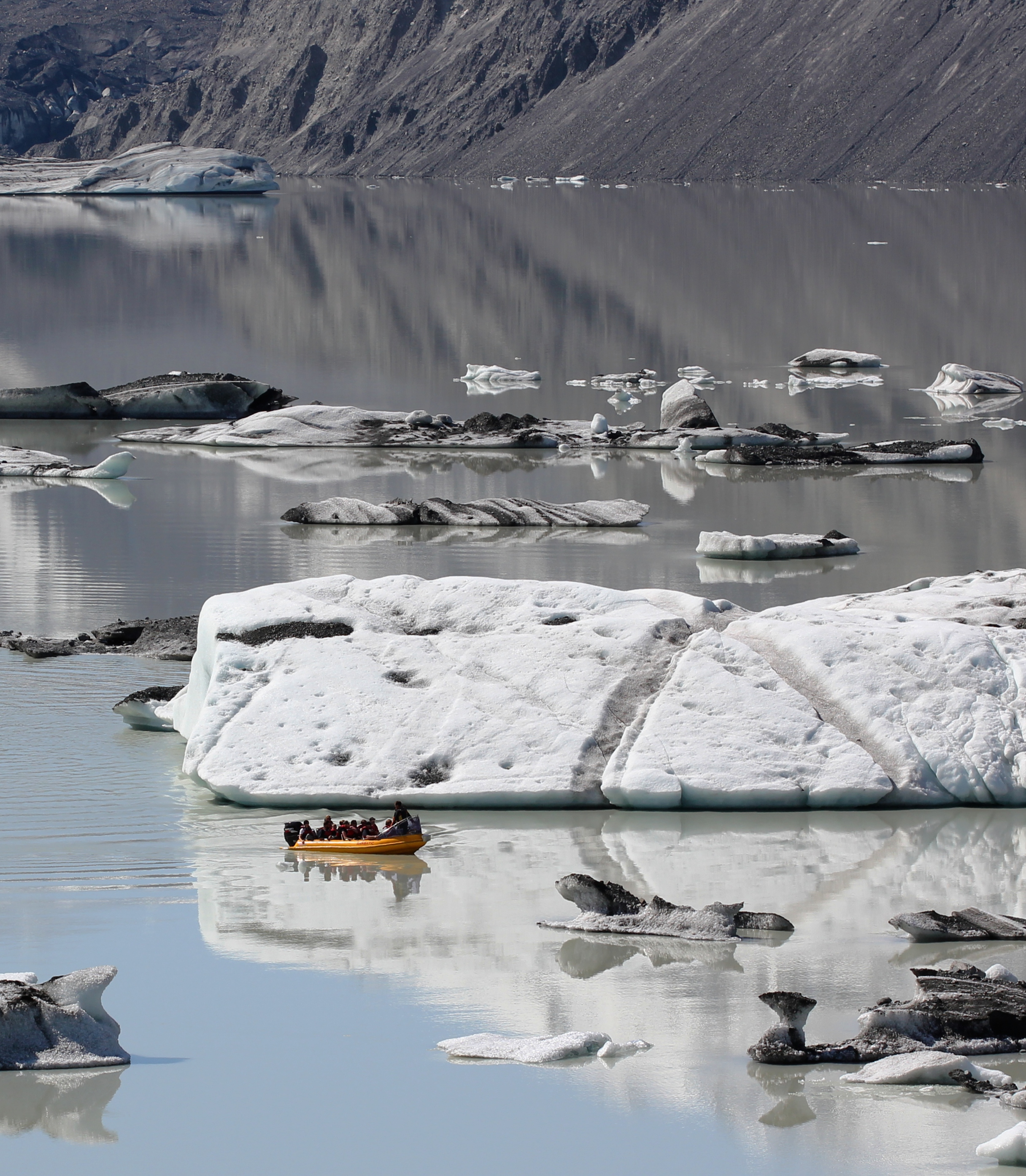
Barca de gira entre els icebergs al Llac Tasman

El Llac Tasman, la glacera i les muntanyes circumdants són part del Parc Nacional del Mont Cook. Fer una passejada en vaixell entre els icebergs al llac Tasman és ara una activitat turística popular.
Igual que a molts altres llocs geogràfics, tant a Nova Zelanda com a Austràlia, porta el nom de l'explorador holandès Abel Janszoon Tasman.